# تحریک جنسی
تحریک جنسی هر محرکی (از جمله تماس جسمی) است که با استفاده از قسمت‌های تحریک‌پذیر، منجر به تقویت و حفظ برانگیختگی جنسی می‌شود و ممکن است منجر به ارگاسم شود. اگرچه برانگیختگی جنسی ممکن است بدون تحریک جسمی به‌وجود آید، اما دستیابی به ارگاسم معمولاً نیاز به تحریک جنسی جسمی دارد.
اصطلاح تحریک جنسی اغلب به معنای تحریک اندام جنسی است، اما ممکن است شامل تحریک سایر نواحی بدن، تحریک حواس (مانند بینایی یا شنوایی) و تحریک ذهنی یعنی از طریق خواندن یا تخیل نیز باشد. تحریک کافی آلت در مردان و کلیتوریس در زنان معمولاً منجر به ارگاسم می‌شود.
تحریک می‌تواند توسط خود شخص (مثلاً خودارضایی) یا توسط یک شریک جنسی (آمیزش جنسی) یا فعالیت جنسی دیگر، با استفاده از اشیاء یا لرزاننده جنسی یا با استفاده از ترکیبی از این روش‌ها باشد.
برخی افراد کنترل ارگاسم را انجام می‌دهند، به موجب آن فرد یا شریک جنسی آنها سطح تحریکات جنسی را به تأخیر می‌اندازند تا ارگاسم را به تأخیر بیندازند و تجربه جنسی را طولانی‌تر می‌کنند که در زمان مورد نظرشان منجر به ارگاسم می‌شود.

## تحریک جنسی
تحریک جنسی فیزیکی شامل لمس اندام تناسلی یا سایر مناطق تحریک شونده است مناطق تحریک شونده در زنان آلت تناسلی و پستان آنها میباشد و مردان هم از آلت تناسلی آنها و هم با مالش پروستات آنها از روی شکم تحریک میشوند

### تحریک اندام تناسلی
منظور از خودارضایی، ماساژ اروتیک و آمیزش جنسی بدون دخول نوعی تحریک فیزیکی است که شامل اندام‌های جنسی می‌شود. این تحریک معمولاً از طریق سامانه حسی-پیکری در پوست یا دیگر نواحی حساس بدن ایجاد می‌شود، که این نواحی قادر به شناسایی تماس با آن‌ها هستند. برانگیختگی جنسی از طریق این گیرنده‌ها در این بخش‌ها تحریک می‌شود، که موجب آزادسازی مواد شیمیایی مسبب لذت (اندورفین) می‌شود که به عنوان پاداش‌های ذهنی برای پیگیری چنین تحریکاتی عمل می‌کنند. فرد ممکن است صرفاً با لمس شخص دیگری برانگیخته شود، اگرچه رفلکس بولبوکاورنوسوس فقط زمانی تحریک می‌شود که یک عضو جنسی (آلت تناسلی یا کلیتوریس) تحریک گردد.
یک مطالعه نشان داد که زنان بیشتر از داشتن رابطه جنسی لذت‌بخش با شریک زندگی متعهد سود می‌برند، در حالی که جنسیت تأثیری در رابطه با خودارضایی ندارد.
هدف استفاده از اسباب‌بازی‌های جنسی فراهم کردن لذت و تحریک از مسیری متفاوت از تنها استفاده از بدن انسان است. آن‌ها می‌توانند توسط فرد به‌تنهایی، در رابطه جنسی با شریک یا در روابط گروهی مورد استفاده قرار گیرند. این وسایل می‌توانند هیجان‌انگیز بوده و انواع جدیدی از تحریک را فراهم کنند که بدن قادر به تولید آن‌ها نیست، مانند ارتعاشات.
اسباب‌بازی‌های جنسی به‌عنوان منبعی برای تحریک جنسی هزاران سال است که استفاده می‌شوند. آلت‌های مصنوعی از دوران پارینه‌سنگی کشف شده است، که از لای‌سنگ ساخته شده و با صیقل بالا براق شده است. دیلدوها همچنین از مدفوع شتر ساخته می‌شدند و با رزین پوشانده می‌شدند. مورخان مطمئن نیستند که آیا این‌ها برای آیینها یا برای لذت شخصی استفاده می‌شدند یا خیر. با این حال، مشخص است که دیلدوها برای فرقه باروری استفاده می‌شدند. در یونان باستان آلت‌های مصنوعی خود را از یک آلت تناسلی حکاکی شده که با چرم یا روده حیوانات پوشانده شده بود، ساخته‌اند تا احساس طبیعی‌تری ایجاد کنند. رومانی‌ها آلت‌های مصنوعی دوطرفه برای استفاده با شریک زندگی ایجاد کردند. دیلدوهای چینی باستان از برنز یا فلزات دیگر ساخته می‌شدند و برخی از آن‌ها توخالی بودند که می‌توانستند با مایعی پر شوند تا شبیه به انزال شوند. این‌ها استفاده می‌شدند زیرا مردان ثروتمند چینی معمولاً همسران زیادی داشتند که باید آن‌ها را راضی می‌کردند. در ایران، تصور می‌شد که خون پرده بکارت آیین طهارت است و باید از آن توسط شوهران اجتناب شود. در شب قبل از عروسی یک زن، یک مرد مقدس محلی می‌آمد و پرده بکارت او را با یک دیلدو سنگی بزرگ می‌شکست، که این آیین همچنین برای تأیید باکرگی عروس استفاده می‌شد.

### تحریک غیر تناسلی
تحریک جنسی می‌تواند از نواحی مختلف بدن فراتر از اندام‌های جنسی انجام گیرد. به‌عنوان مثال، نوک پستان، ران‌ها، لب‌ها و گردن می‌توانند همگی هنگام لمس شدن تحریک جنسی ایجاد کنند.
نوک پستان
یکی از مطالعات پرسشنامه‌ای در مورد فعالیت‌های جنسی به ۳۰۱ شرکت‌کننده داد و متوجه شد که ۸۱٫۵٪ از زنان گزارش دادند که تحریک نوک پستان باعث برانگیختگی جنسی شده یا آن را تقویت می‌کند و ۵۹٫۱٪ از آنها خواسته‌اند که نوک پستانشان در حین رابطه جنسی تحریک شود. همچنین، ۵۱٫۷٪ از مردان گزارش دادند که تحریک نوک پستان باعث برانگیختگی جنسی می‌شود و ۳۹٪ اعلام کردند که این تحریک، برانگیختگی موجود را تقویت می‌کند.
تحقیقات با استفاده از تصویربرداری عصبی نشان داد که تحریک نوک پستان در زنان منجر به فعال شدن ناحیه جنسی قشر حسی می‌شود. این تحقیق پیشنهاد می‌دهد که این احساسات ارگاسم‌های جنسی هستند که به‌وسیله تحریک نوک پستان ایجاد می‌شوند و ممکن است به‌طور مستقیم با «ناحیه جنسی مغز» مرتبط باشند. در زنان، یک مطالعه نشان داد که احساسات ناشی از تحریک نوک پستان به همان بخش مغز منتقل می‌شود که احساسات از واژن، کلیتوریس و دهانه رحم به آنجا می‌روند. تحریک نوک پستان ممکن است انقباضات رحمی را تحریک کند که سپس حسی در ناحیه جنسی مغز ایجاد می‌کند.
ران
در سال ۲۰۱۲، مؤسسه فناوری کالیفرنیا پاسخ‌های مغزی مردان همجنس‌گرا را هنگامی که ران‌های داخلی‌شان لمس می‌شدند، اندازه‌گیری کرد. این افراد در حال تماشای ویدیویی بودند که در آن یک زن یا مرد ران آنها را لمس می‌کرد. آنها گزارش دادند که لذت جنسی بیشتری زمانی احساس می‌کنند که فکر می‌کنند زن در حال لمس کردن آنها است تا مرد، و این امر در تصاویر اسکن MRI آنها به‌طور برجسته‌ای نشان داده شد که قشر حسی-پیکری آنها بیشتر تحریک شده بود؛ بنابراین می‌توان نتیجه گرفت که ران‌ها ناحیه‌ای هستند که می‌تواند باعث تحریک جنسی هنگام لمس شوند.
لب
لب‌ها حاوی تعداد زیادی از عصب محیطی هستند و به عنوان یک ناحیه ارگوجنیک شناخته می‌شوند. زنان گزارش می‌دهند که از تحریک لب‌های خود لذت بیشتری نسبت به مردان می‌برند (برای تفاوت‌های جنسی در تحریک به پایین مراجعه کنید). علاوه بر تحریک لب‌ها از طریق لمس، مردان می‌توانند با نگاه کردن به لب‌های یک زن نیز تحریک دیداری شوند. همچنین گزارش شده است که مردان لب‌های پرتر را در زنان ترجیح می‌دهند زیرا این ویژگی به عنوان نشانه‌ای از جوانی در نظر گرفته می‌شود.
گردن
در مورد گردن، نمونه‌ای از ۸۰۰ شرکت‌کننده ۴۱ ناحیه مختلف بدن را از نظر شدت ارگوجنی بر روی مقیاس ۱ تا ۱۰ (که در آن ۱۰ بیشترین تحریک را نشان می‌دهد) ارزیابی کردند. زنان تحریک گردن را بیشتر از مردان تحریک‌آمیز گزارش کردند.

ناحیه تحریک‌پذیر بدن زنان و مردان

### تفاوت‌های جنسی در نقاط ارژن زا
این جدول تفاوت‌های جنسی در مناطق ارژن زا را نشان می‌دهد و ده منطقه برتر برانگیختگی برای هر دو جنس را در بر می‌گیرد. به هر قسمت بدن از ده نمره داده شده که چقدر احساس تحریک کنندگی هنگام لمس شدن به فرد دست می‌دهد. به غیر از قسمتهای بدن منحصر به فرد مانند آلت تناسلی یا کلیتوریس، بسیاری از نواحی شهوت زا شباهت دارند و دارای انتهای عصبی زیادی هستند. آنها همچنین پیشنهاد کردند که زنان نسبت به مردان مناطق بیشتری از برانگیختگی را تجربه کنند.
| زن‌ها       | زن‌ها    | زن‌ها         | مردها                  | مردها   | مردها        |
|            | میانگین | انحراف معیار |                        | میانگین | انحراف معیار |
| ---------- | ------- | ------------ | ---------------------- | ------- | ------------ |
| کلیتوریس   | ۹٫۱۷    | ۲٫۱۲         | آلت تناسلی مرد (سرنره) | ۹٬۲۴    | ۲٫۵۰         |
| واژن       | ۸٫۴۰    | ۲٫۳۵         | دهان / لب              | ۷٫۰۳    | ۲٫۶۸         |
| دهان / لب  | ۷٫۹۱    | ۲٫۲۷         | اسکروتوم               | ۶٫۵۰    | ۳٫۷۲         |
| نوار گردن  | ۷٫۵۱    | ۲٫۷۰         | ران داخلی              | ۵٫۸۴    | ۳٫۳۹         |
| سینه‌ها     | ۷٫۳۵    | ۲٫۷۳         | نوار گردن              | ۵٫۶۵    | ۳٫۵۰         |
| نوک سینه‌ها | ۷٫۳۵    | ۳٫۱۵         | نوک سینه‌ها             | ۴٫۸۹    | ۳٫۷۹         |
| ران داخلی  | ۶٫۷۰    | ۲٫۹۹         | پرینه                  | ۴٫۸۱    | ۴٫۱۰         |
| پشت گردن   | ۶٫۲۰    | ۳٫۱۵         | خط موی مجازی           | ۴٫۸۰    | ۳٫۸۲         |
| گوش‌ها      | ۵٫۰۶    | ۳٫۴۰         | پشت گردن               | ۴٫۵۳    | ۳٫۴۲         |
| کمر        | ۴٫۷۳    | ۳٫۳۸         | گوش‌ها                  | ۴٫۳۰    | ۳٫۵۰         |

### تحریک داخلی
نظریه انتقال تحریک بیان می‌کند که تحریک موجود در بدن می‌تواند به نوع دیگری از تحریک تبدیل شود. به عنوان مثال، گاهی افراد می‌توانند از تحریک جنسی ناشی از تحریکات باقی‌مانده از فعالیت‌هایی مانند ورزش، به تحریک جنسی تبدیل شوند. در یک مطالعه شرکت‌کنندگان پس از انجام برخی تمرینات ورزشی و در مراحل مختلف بازیابی، مجبور به تماشای یک فیلم اروتیک و ارزیابی میزان تحریک آن شدند. آن‌ها دریافتند که شرکت‌کنندگانی که هنوز تحریکات باقی‌مانده از ورزش را تجربه می‌کردند، فیلم را به عنوان محرک بیشتری نسبت به کسانی که به‌طور کامل از ورزش بهبود یافته بودند، ارزیابی کردند. این نشان می‌دهد که تحریک باقی‌مانده از ورزش بدون هیچ‌گونه تحریک خارجی به تحریک جنسی تبدیل شده است.

## مسیرهای جایگزین
پاسخ جنسی انسان یک ترکیب پویا از فرآیندهای شناختی، عاطفی و فیزیولوژیکی است. در حالی که رایج‌ترین اشکال تحریک جنسی که مورد بحث قرار می‌گیرند، فانتزی جنسی یا تحریک فیزیکی اندام‌های جنسی و مناطق حساس دیگر هستند، تحریک جنسی ممکن است از طریق مسیرهای جایگزین مانند وسایل دیداری، بویایی و شنوایی نیز ایجاد شود.

### دیداری
شاید شناخته‌شده‌ترین شکل تحریک جنسی غیرلمسی، تحریک جنسی دیداری باشد. یک نمونه آشکار از این امر عمل تماشاگری جنسی است –  یک عمل که در آن فرد به‌طور پنهانی دیگران را در حال لخت شدن یا انجام رفتار جنسی مشاهده می‌کند. اگرچه از نظر اجتماعی و تاریخی به عنوان یک شکل غیرقابل قبول از 'پارافیلیا' دیده می‌شود، این رفتار تمایل انسان به یافتن تحریک جنسی از طریق مسیرهای دیداری را برجسته می‌کند. صنعت چند میلیارد دلاری پورنوگرافی نمونه دیگری از این امر است. یک فرضیه رایج این است که مردان نسبت به تحریکات جنسی دیداری واکنش قوی‌تری نسبت به زنان دارند. این فرضیه شاید بهترین‌گونه در آلفرد کینزی یافت می‌شود که معتقد است مردان نسبت به تحریک دیداری بیشتر از زنان حساس هستند. با این حال، هر دو جنس می‌توانند از طریق تحریک دیداری تحریک جنسی شوند. در یک مطالعه، تحریک دیداری با استفاده از یک ویدیو جنسی آزمایش شد. اگرچه در گروه مردان این تحریک به‌طور قابل توجهی بالاتر بود، واکنش عاطفی اصلی گزارش‌شده توسط هر دو جنس، تحریک جنسی بود. پاسخ‌های فیزیولوژیکی آن‌ها به ویدیو نیز ویژگی‌های تحریک جنسی را نشان داد، مانند افزایش ترشحات ادراری آدرنالین. یک مطالعه بعدی که تحریک مردانه را مورد بررسی قرار داد نشان داد که مردان می‌توانند از طریق تحریک دیداری یک فیلم جنسی، نعوظ‌های سفت ایجاد کنند.
مطالعاتی که از تحریک دیداری به عنوان وسیله‌ای برای تحریک جنسی استفاده کرده‌اند، نشان می‌دهند که تحریک جنسی به‌طور عمده با فعال‌سازی دستگاه لیمبیک و قشر پارالیبیک و ساختارهای قشر مغز همبستگی دارد، و در عین حال در چندین بخش از لوب گیجگاهی کاهش فعالیت دیده می‌شود. این مناطق مشابه همان مناطقی هستند که در تحریک جنسی فیزیکی فعال می‌شوند، که نشان‌دهنده قدرت بالای تحریک دیداری به عنوان یک وسیله برای برانگیختگی جنسی است.

### بویایی
اطلاعات بویایی در رفتار جنسی انسان اهمیت زیادی دارد. یک مطالعه که به تحریک جنسی از طریق بویایی پرداخته بود، نشان داد که مردان هتروسکشوال در پاسخ به عطر زنانه تحریک جنسی تجربه می‌کنند. شرکت‌کنندگان تحریک بویایی و تحریک جنسی ادراک‌شده را ارزیابی کردند و همچنین اسکن‌های اف‌ام‌آرآی در طول آزمایش گرفته شد. نتایج نشان داد که تحریک بویایی با عطر زنانه باعث فعال‌سازی مناطق خاصی از مغز می‌شود که با تحریک جنسی در مردان مرتبط است. مطالعه دیگری نشان داد که مردان همجنس‌گرا در پاسخ به یک مشتق تستوسترون که در عرق مردانه یافت می‌شود، همانگونه که زنان هتروسکشوال واکنش نشان می‌دهند، فعال‌سازی هیپوتالاموس را نشان می‌دهند، که نشان می‌دهد گرایش جنسی در نحوه تجربه تحریک جنسی بویایی توسط انسان‌ها نقش دارد.
تحلیل‌های تکاملی تفاوت‌های جنسیتی در استراتژی‌های تولیدمثلی می‌تواند توضیح دهد که چرا بویایی در برانگیختگی جنسی اهمیت دارد، چرا که به پروفایل ایمنی و قابلیت بقا نسل‌های بعدی مرتبط است. این به این دلیل است که نشانه‌های بویایی ممکن است قادر به تحریک مکانیزم اجتناب از زنا با محارم باشند، که از طریق بازتاب اجزای تجهیزات ژنتیکی یک فرد عمل می‌کند. در یک مطالعه، مردان اطلاعات دیداری و بویایی را به‌طور مساوی مهم برای انتخاب یک شریک جنسی ارزیابی کردند، در حالی که زنان اطلاعات بویایی را مهم‌ترین متغیر در گزینش جفت دانستند. علاوه بر این، زمانی که زنان به فعالیت جنسی فکر می‌کردند، بوی بدن را از میان تمامی تجربه‌های حسی به‌عنوان مؤثرترین عامل در منفی کردن میل جنسی شناسایی کردند.

### شنوایی
تحریکات شنوایی نیز می‌توانند به افزایش برانگیختگی جنسی و تجربه لذت کمک کنند. ایجاد صداها در هنگام برانگیختگی جنسی و فعالیت جنسی در میان نخستی‌ها و انسان‌ها رایج است. این صداها شامل آه‌ها، ناله‌ها، نفس‌های عمیق، افزایش سرعت تنفس و گاهی فریادهای لذت در زمان ارگاسم می‌شوند. بسیاری از این صداها برای انسان‌ها بسیار تحریک‌کننده هستند و به‌عنوان تقویت‌کننده‌های قوی برانگیختگی جنسی عمل کرده و اثر بازخورد مثبت قدرتمندی ایجاد می‌کنند. بنابراین، صدای جنس ماده هنگام آمیزش جنسی احتمالاً به تحریک جنسی متقابل برای شرکای جنسی کمک می‌کند.
حتی زمانی که با "لمس" همراه نباشد، صداها می‌توانند به‌طور بسیار تحریک‌کننده‌ای جنسی باشند. مواد اروتیک تجاری (که عمدتاً برای بازار مردانه تولید می‌شوند) از این صداها به‌طور گسترده استفاده می‌کنند. در دهه ۱۹۲۰ و ۳۰، چندین ژانر خواننده‌ها برای اثر اروتیک به "ناله‌های پایین" روی آوردند. خوانندگان ودویل جاز اغلب صداهای جنسی را در داستان‌های اشعار خود گنجانده بودند. حتی موسیقی معاصر مانند "Orgasm" از پرینس یا "You Sure Love to Ball" از ماروین گی شامل صداهای ارگاسم زنانه است. تحقیقات نشان داده‌اند که موسیقی به‌عنوان یک محرک شنوایی جنسی عمل می‌کند. در یک مطالعه ایجاد حالت روحی، مواجهه با موسیقی خاص باعث افزایش قابل‌توجه نعوظ و برانگیختگی جنسی ادراکی در مردان شد. در آزمایش مشابهی، زنان واکنش‌های فیزیولوژیکی قابل‌توجهی به نوع خاصی از موسیقی نشان ندادند اما سطوح بالاتری از برانگیختگی جنسی را گزارش کردند. مطالعات بیشتری به بررسی ارتباط میان تحریک شنوایی و تجربه لذت جنسی پرداخته‌اند. در حالی که بالاترین سطوح برانگیختگی فیزیولوژیکی و ادراکی برای تحریکات دیداری یافت شد، متن‌های گفتاری به‌عنوان یک محرک جنسی برای مردان عمل کردند و نشان دادند که صداها به‌عنوان وسیله‌ای برای تحریک جنسی عمل می‌کنند. سکس تلفنی یکی از انواع تحریک‌کننده‌هایی است که از این اثر استفاده می‌کند.

### تحریک ذهنی
برانگیختگی جنسی شامل احساسات، جذابیت‌ها و خواسته‌ها، همچنین تغییرات فیزیولوژیکی است. این تغییرات نه تنها می‌توانند از تحریکات فیزیکی بلکه از تحریکات ذهنی نیز ناشی شوند، مانند فانتزی جنسی، ادبیات اروتیک، رؤیاها، نقش‌بازی و تخیل.

### فانتزی

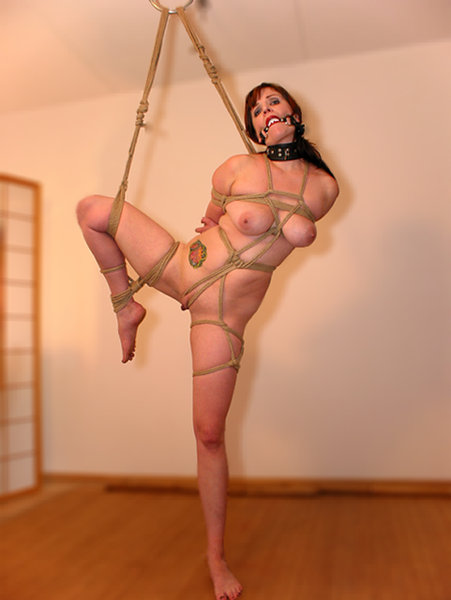
بانداج می‌تواند یک فانتزی جنسی باشد و اغلب توسط افرادی که در بی‌دی‌اس‌ام شرکت می‌کنند، انجام می‌شود.

فانتزی جنسی یک شکل از تحریک جنسی ذهنی است که بسیاری از افراد در آن شرکت می‌کنند. این زمانی است که فرد در حالی که بیدار است، تجربه‌ای جنسی را تصور می‌کند. فانتزی محدودیت‌های اجتماعی یا ایمنی کمتری نسبت به موقعیت‌های واقعی دارد. این به افراد آزادی بیشتری می‌دهد تا آزمایش کنند یا به چیزهایی فکر کنند که ممکن است در زندگی واقعی نتوانند امتحان کنند و می‌تواند هر چیزی از تصور کردن همسر خود به صورت برهنه گرفته تا تصور یک تجربه جنسی با موجودات افسانه‌ای باشد. فانتزی‌های جنسی رایج شامل تصور فعالیت‌هایی با یک شریک محبوب، بازسازی تجربیات گذشته و تجربیات با چندین شریک از جنس مخالف می‌شود. همچنین رایج است که فانتزی‌هایی دربارهٔ چیزهایی که در زندگی واقعی انجام داده نمی‌شود و فعالیت‌های تابو یا غیرقانونی مانند وادار کردن دیگری به انجام رابطه جنسی، یا وادار شدن توسط دیگری به رابطه جنسی، رابطه با یک غریبه و رابطه جنسی با یک پسر یا دختر یا شریک مسن‌تر باشد.
این اطلاعات برای تحقیقات مفید است زیرا تفاوت‌ها در ترجیحات جنسی مردان و زنان را واضح‌تر از مطالعات رفتار نشان می‌دهد. بسیاری از فانتزی‌های جنسی بین مردان و زنان مشترک است، احتمالاً به دلیل تأثیرات فرهنگی. با این حال، هنوز تفاوت‌های جنسیتی وجود دارد که شناسایی شده است. مردان بیشتر از زنان تصور می‌کنند که در نقشی غالب یا فعال هستند، در حالی که زنان بیشتر خود را به عنوان شرکت‌کنندگان منفعل می‌بینند. فانتزی‌های جنسی زنان معمولاً حاوی محبت و تعهد بیشتری هستند، در حالی که مردان بیشتر احتمال دارد که از تصاویر دیداری و جزئیات صریح برای فانتزی‌های خود استفاده کنند. یکی از توضیحات این تفاوت‌ها از روان‌شناسی فرگشتی ناشی می‌شود. زنان سرمایه‌گذاری حداقل بیشتری از مردان دارند (آن‌ها ۹ ماه بارداری قبل از تولد و سپس به عنوان مراقبان اصلی کودکان هستند، در حالی که مردان فقط باید اسپرم تأمین کنند تا ژن‌هایشان منتقل شود) و بنابراین بیشتر احتمال دارد که خواستار تعهد از شریک خود باشند تا منابعی برای بهبود شانس بقای فرزندانشان به‌دست آورند.
فانتزی‌ها می‌توانند فوایدی داشته باشند، مانند افزایش برانگیختگی بیشتر از سایر اشکال محرک‌های جنسی (مانند ادبیات اروتیک) و افزایش میل جنسی. افرادی که فانتزی‌های جنسی خود را با شرکای خود در میان می‌گذارند نیز رضایت جنسی بیشتری دارند. با این حال، اینکه آیا افراد تمایل به بازگشایی در مورد فانتزی‌های خود با شریکشان دارند یا نه، معمولاً بستگی به محتوای این فانتزی‌ها دارد. اثر منفی‌تر فانتزی‌های جنسی این است که به جرایم جنسی مرتبط شده است، و در واقع متجاوزان جنسی اغلب گزارش می‌دهند که فانتزی‌هایی مربوط به جرم خود داشته‌اند. با این حال، این فانتزی‌ها در میان کسانی که در چنین اعمال مجرمانه‌ای دخالت نداشته‌اند نیز رایج هستند و مجرمان غیر جنسی از فانتزی‌های خود برای هدایت رفتارشان استفاده نمی‌کنند. بنابراین، فقط فانتزی به تنهایی نمی‌تواند به عنوان نشانه‌ای از این که کسی قرار است مرتکب جرم شود استفاده شود.

### رؤیا
گسیل شبانه (ارگاسم‌های شبانه) یا «خواب‌های مرطوب» یا «خواب‌های اروتیک» زمانی اتفاق می‌افتند که افراد در هنگام خواب دچار انزال یا ارگاسم می‌شوند. این اتفاق‌ها در مراحل خواب با حرکت سریع چشم (REM) رخ می‌دهند، که مرحله اصلی خواب است که در آن انسان‌ها خواب می‌بینند. این موضوع نشان می‌دهد که خواب‌های اروتیک به تنهایی کافی هستند تا مردان را برانگیخته کنند، اما نعوظ همراه با تمام مراحل REM است. طبق داده‌های خودگزارشی، تا ۲۲٪ از زنان جوان نیز ممکن است در هنگام خواب دچار ارگاسم شوند و این نوع خواب‌ها در میان دانشجویان سال‌های بالاتر نسبت به دانشجویان سال‌های اولیه بیشتر رایج است. ارگاسم‌های تجربه‌شده به‌طور مثبت با هیجان بالا، از جمله برانگیختگی جنسی، و همچنین اضطراب مرتبط بودند.

### نقش‌های جنسی
بازیگری جنسی زمانی است که افراد نقش‌هایی را بازی می‌کنند یا سناریوهایی را که ممکن است یکدیگر را به لحاظ جنسی تحریک کنند، به تصویر می‌کشند. این می‌تواند شامل فانتزی جنسی (که پیش‌تر توضیح داده شد) و فتیش جنسی، مانند بی‌دی‌اس‌ام (باندیج و انضباط، سلطه‌گری و تسلیم‌پذیری، سادیسم و مازوخیسم) یا سن‌بازی باشد. برخی آن را به‌عنوان یک شکل بزرگسالانه از بازی نقش زنده (L.A.R.P) توصیف کرده‌اند.
بازیگری جنسی همچنین می‌تواند به صورت آنلاین انجام شود، مانند نوشتن داستان‌ها برای یکدیگر یا تظاهر به بازی یک شخصیت، بنابراین این نوعی از تحریک ذهنی است که می‌توان آن را با شخص دیگری بدون حضور فیزیکی آن فرد تجربه کرد. بسیاری از نوجوانان بازی‌های آنلاین جنسی را لذت‌بخش و برانگیزاننده می‌دانند.
بازیگری جنسی همچنین می‌تواند شامل فن فیکشن جنسی باشد، جایی که شخصیت‌های داستان‌های مشهور، که در داستان اصلی به‌طور جنسی یا رمانتیک با هم نبوده‌اند، وارد صحنه‌های جنسی می‌شوند. Slash fiction نوعی از فن فیکشن است که در آن شخصیت‌های هم‌جنس (در ابتدا مرد-مرد) در فعالیت‌های رمانتیک یا جنسی شرکت می‌کنند. این نوع فن فیکشن به افراد این آزادی را می‌دهد تا تجربیات تحریک‌آمیز را که ممکن است ضدفرهنگی باشند، به اشتراک بگذارند.

## نقش اختلالات جنسی در تحریک جنسی

### زنان

#### عوامل فیزیولوژیکی
بر اساس اطلاعات ارائه‌شده توسط کتابخانه ملی پزشکی، حدود ۸۰٪ از زنان میانسال مبتلا به نارسایی قلبی کاهش در روان‌سازی واژنی را گزارش کرده‌اند که منجر به چالش‌هایی در برقراری رابطه جنسی موفق می‌شود. کاهش روان‌سازی واژنی بر رطوبت واژن در حین فعالیت جنسی تأثیر می‌گذارد. زنان مبتلا به اختلال کم‌میلی جنسی (HSDD) ممکن است همچنین با فقدان علاقه به محرک‌های جنسی مواجه شوند که باعث اختلال در واکنش‌های روان‌شناختی به نشانه‌های جنسی می‌شود. در مطالعه‌ای که توسط ساندرا گارسیا و همکارانش انجام شد، پیشنهاد شده که تغییرات مرتبط با ترومای جنسی می‌تواند بر بافت‌های جنسی تأثیر بگذارد و جریان خون و پاسخ به تحریک جنسی را تحت تأثیر قرار دهد. همچنین، زمانی که اضطراب روانی وجود داشته باشد، بر توانایی دست‌یابی به ارگاسم تأثیر می‌گذارد، حتی با وجود تحریک جنسی کافی. این موضوع نتیجه مشکلات ارتباطی است که بر تحریک جنسی و پاسخ جنسی تأثیر می‌گذارد و به مشکلات ارگاسمی بازمی‌گردد.

#### عوامل هورمونی
کمبود استروژن منجر به شرایطی مانند دیسپارونی می‌شود که برای حفظ روان‌سازی مناسب اهمیت دارد. بنابراین درمان هورمونی وجود دارد که شامل مصرف مکمل‌های استروژن می‌شود. همچنین مکمل کردن تستوسترون (دارو) نیز مفید برای افزایش میل جنسی، برانگیختگی و رضایت جنسی نشان داده شده است. تغییرات هورمونی نیز ممکن است در مراحل مختلف پیری ایجاد شود. یک مرور در «مجله پزشکی جنسی» نشان داد که زنان پیش از یائسگی بیشتر از نظر جنسی ناراضی بودند. این موضوع به دلیل عدم تعادل هورمونی آن‌ها بود.

## پاسخ‌ها به تحریک جنسی

### مغز
هنگامی که تحریک جنسی درک می‌شود، سیستم‌هایی در مغز وجود دارند که این محرک‌ها را دریافت کرده و به آن‌ها واکنش نشان می‌دهند. در طول برانگیختگی جنسی فیزیولوژیکی، دستگاه عصبی خودمختار به سیگنال‌های سیستم عصبی مرکزی پاسخ می‌دهد و بدن را برای فعالیت جنسی آماده می‌کند. دستگاه عصبی خودمختار سیستم‌های پاراسمپاتیک و سمپاتیک را فعال می‌کند که مسئول جریان خون به بافت‌های تناسلی و نعوظ، و همچنین عضلاتی هستند که در پاسخ‌های جنسی شرکت می‌کنند. این امر منجر به پاسخ‌هایی مانند افزایش سرعت تنفس، ضربان قلب و گشاد شدن مردمک چشم می‌شود. دستگاه لیمبیک نیز در نحوه دریافت تحریک‌های جنسی نقش دارد. یک مطالعه در مورد لذت و فعالیت مغزی در مردان نشان داد که تحریک الکتریکی دستگاه لیمبیک بسیار لذت‌بخش است و گاهی می‌تواند پاسخ‌های ارگاسمیک ایجاد کند. در طول تحریک جنسی، مناطق مختلفی از مغز در مردان و زنان فعال می‌شود. برای مردان، یک مطالعه نشان داد که تحریک جنسی باعث فعال شدن قسمتی از قشر مغز و انسولا، که بخشی از سیستم‌های سمپاتیک و پاراسمپاتیک است، می‌شود. برای زنان، در طول تحریک کلیتورال، قسمت‌هایی از قشر سوم حسی ثانویه فعال می‌شوند. در هر دو جنس، آمیگدال غیرفعال شد.

### تخمک‌گذاری القا شده
برخی از گونه‌های پستانداران تخمک‌گذاری القا شده هستند، به این معنی که برای تخمک‌گذاری به تحریک دستگاه تناسلی در طول جفت‌گیری نیاز دارند.

## بیشتر خواندن
- Alan F. Dixson (26 January 2012). Primate Sexuality: Comparative Studies of the Prosimians, Monkeys, Apes, and Humans. Oxford University Press. ISBN 978-0-19-954464-6. Retrieved 28 September 2013.
- Bruce Bagemihl (10 April 2000). Biological Exuberance: Animal Homosexuality and Natural Diversity. St. Martin's Press. ISBN 978-1-4668-0927-7.